# Anthony Lester, Baron Lester of Herne Hill

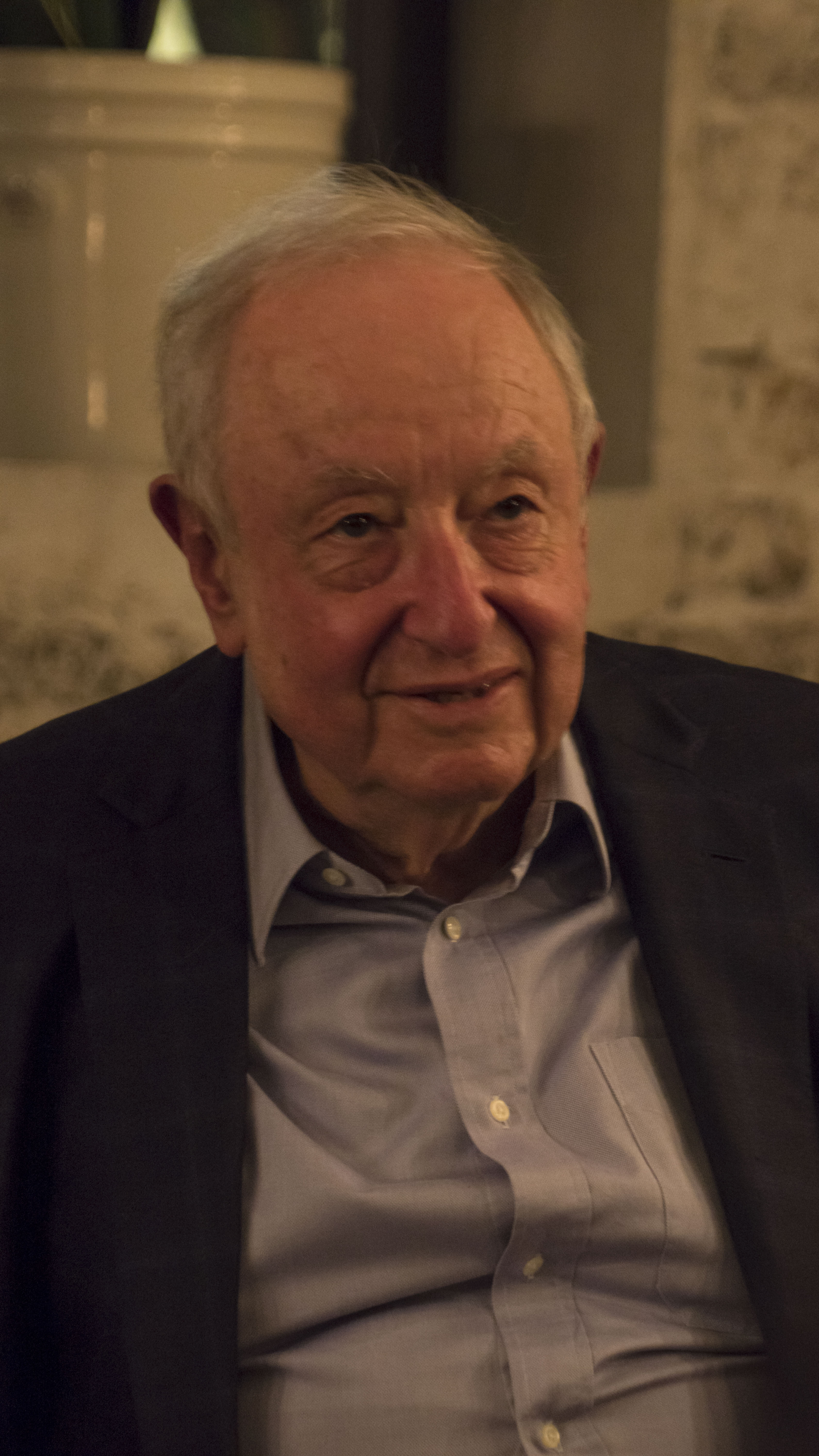
Anthony Lester, Baron Lester of Herne Hill

Anthony Paul Lester, Baron Lester of Herne Hill, QC (* 3. Juli 1936; † 8. August 2020) war ein britischer  liberaldemokratischer Politiker und Mitglied des House of Lords.

## Leben und Karriere
Er wurde in eine jüdische Familie geboren, ging auf die  City of London School und studierte Geschichte und Recht am Trinity College, Cambridge, und der Harvard Law School. In den 1960ern und 70ern war er beteiligt am Entwurf der Gesetzgebung zu den Rassenbeziehungen in Großbritannien. Er war Vorsitzender des Unterausschusses der Kampagne gegen Rassendiskriminierung und war Mitglied mehrerer Organisationen für rassische Gleichstellung, wie Society of Labour Lawyers, Fabian Society, Council of the Institute of Race Relations, British Overseas Socialist Fellowship und das National Committee for Commonwealth Immigrants. 1968 war er Mitbegründer des Runnymede Trust, einem linken Think Tank mit dem Journalisten Jim Rose. Er war in den 1970ern Berater von  Roy Jenkins im Innenministerium und verließ 1981 gemeinsam mit ihm Labour um die Sozialdemokratische Partei.
1993 wurde er als Baron Lester of Herne Hill, of Herne Hill in the London Borough of Southwark, zum Life Peer erhoben. Er arbeitet als Barrister und gehört Blackstone Chambers an. Seit 2002 ist er auswärtiges Ehrenmitglied der American Academy of Arts and Sciences. 2003 wurde er in die American Philosophical Society aufgenommen. Er wurde 2005 zum Honorarprofessor am University College Cork ernannt.
Am 29. Juni 2007 wurde Lord Lester vom Prime Minister Gordon Brown zum Berater des Justizministers für die Verfassungsreform ernannt. Er ist Mitglied des Joint Committee on Human Rights.
Lester ist Schirmherr der Family Planning Association des früheren National Birth Control Committee. Er repräsentierte die FPA in einem Fall in Nordirland zur Einführung eines liberaleren Rechts zum Schwangerschaftsabbruch im Land.